# Khortytsia
Pour les articles homonymes, voir Khortytsia (homonyme).

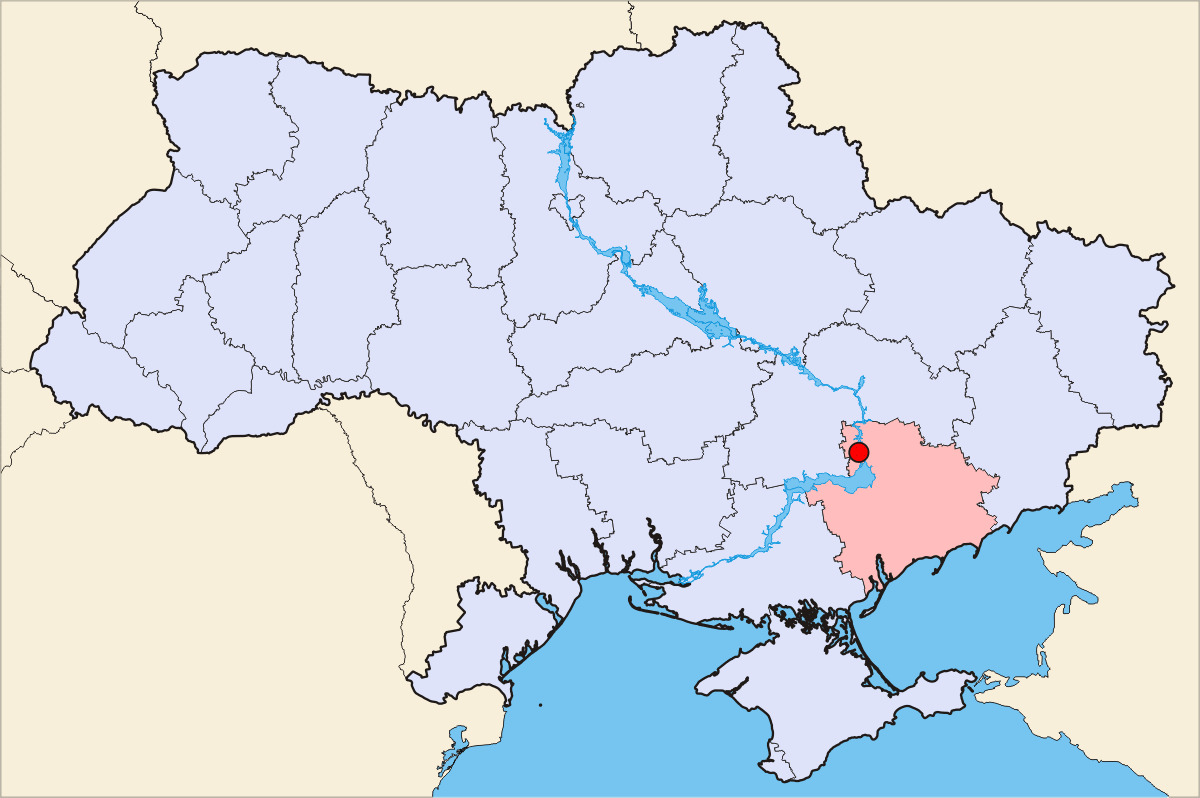
Oblast de Zaporijjia, ancienne région des Cosaques zaporogues.

Khortytsia (ukrainien : Хортиця, russe : Хортица) est une île fluviale ukrainienne. Plus longue (12 kilomètres) et plus étendue (27 km²) des îles du Dniepr, elle se situe sur le territoire de Zaporijia, en aval du principal barrage hydroélectrique de la compagnie DniproHES.

## Description
L'île de Khortytsia est une terre sacrée pour les Cosaques ukrainiens. C'est dans cette île que fut édifié le camp militaire historique des Cosaques zaporogues, la sitch, rasé par Catherine II, impératrice de Russie, pour assurer son pouvoir sur l'Ukraine, et reconstruit à l'identique peu après l'indépendance du pays en 1991.
Elle est inscrite au Registre national des monuments d'Ukraine sous le numéro : 23-101-9001 et au registre culturel naturel sous numéro : 23-101-5007 et fait partie des Sept merveilles d'Ukraine. L'île possède sa gare ferroviaire.

## Sites
- Musée des cosaques de Zaporijjia,

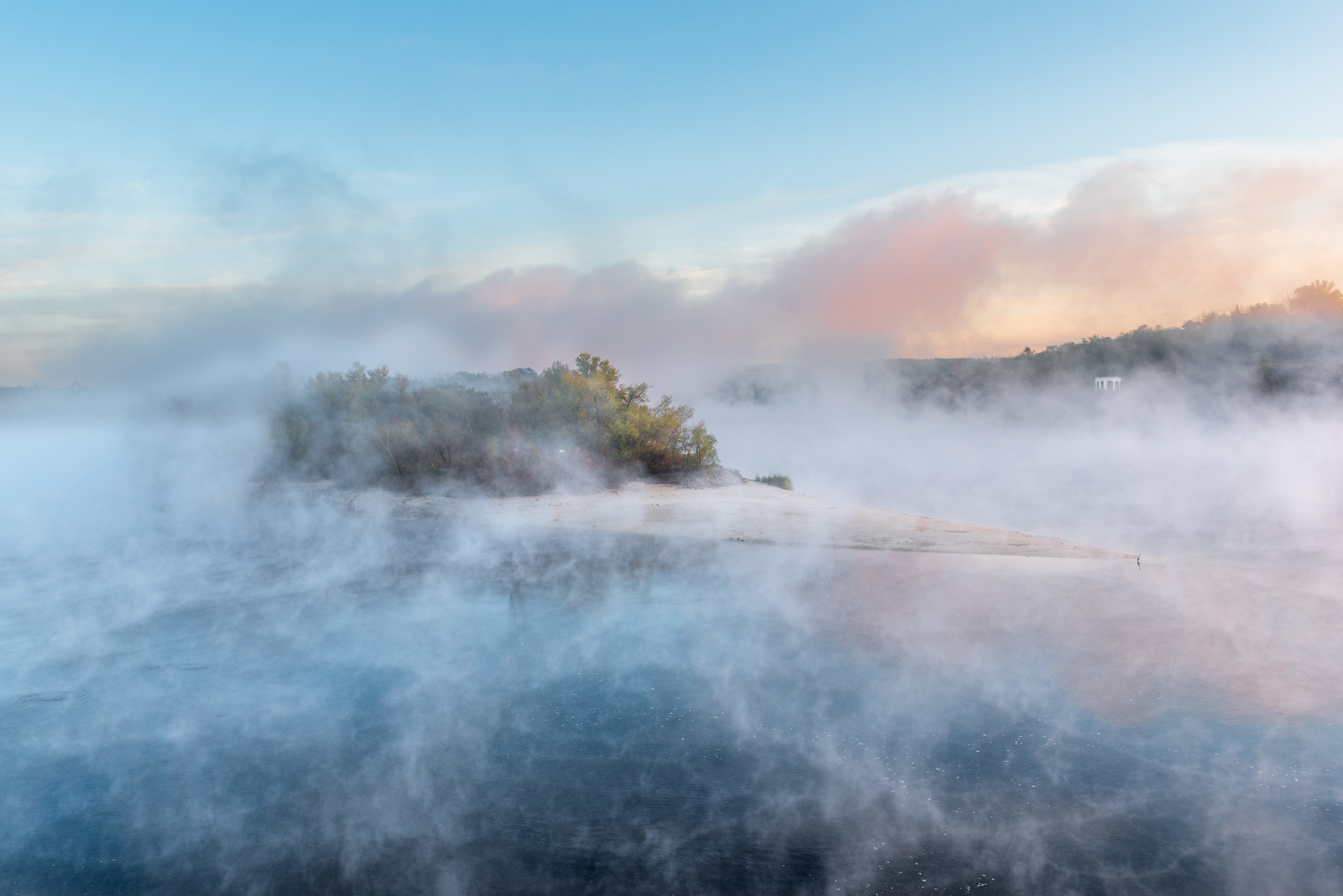
À proximité de Khortytsia, Байда (острів) faisait partie du dispositif militaire. Elle est aujourd'hui le site de recherches archéologiques de l'ile Baida. Octobre 2023.

- l'église de l'intercession de Khortytsia.

## Images

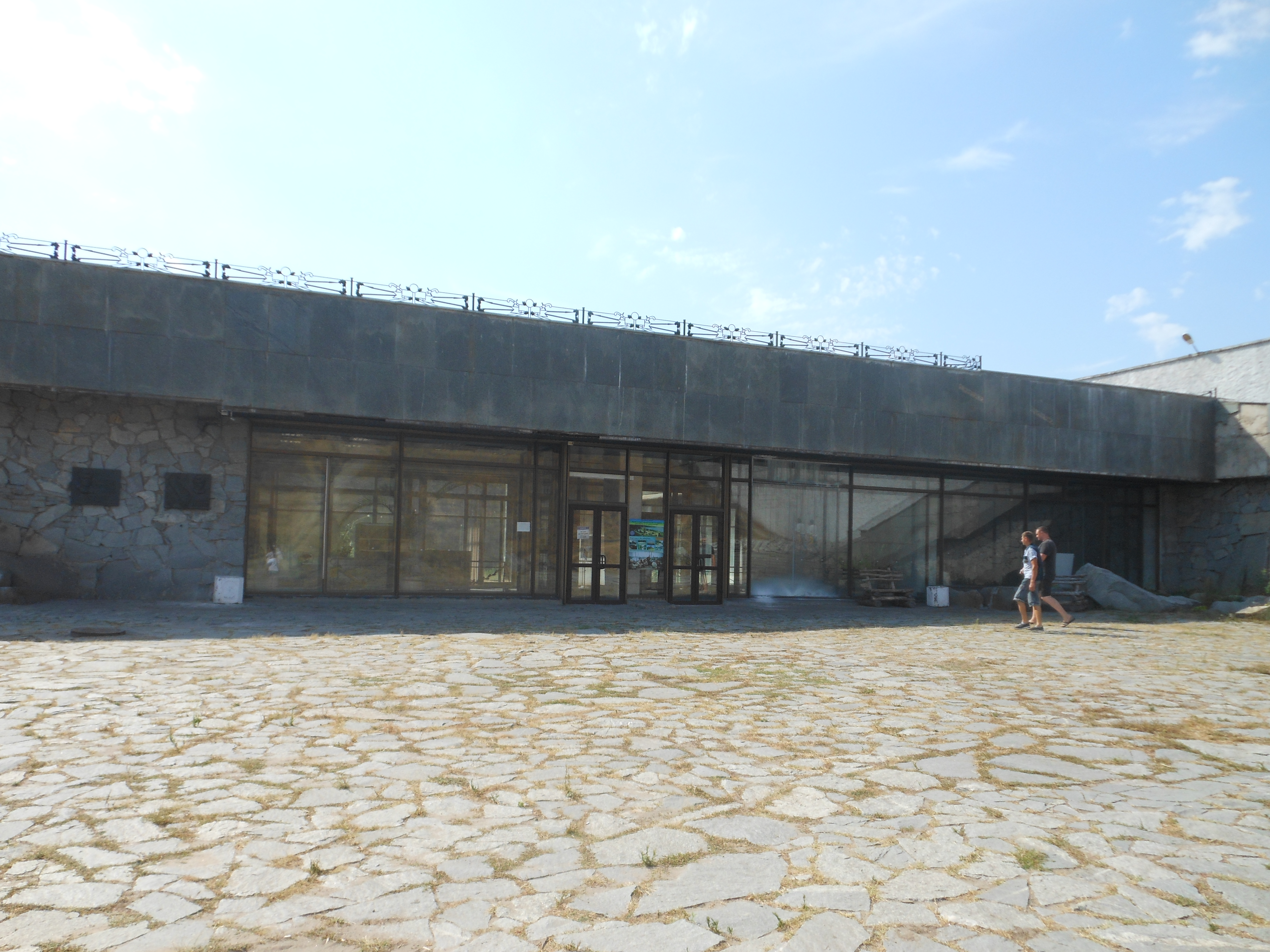
Entrée du Musée des cosaques de Zaporijjia.
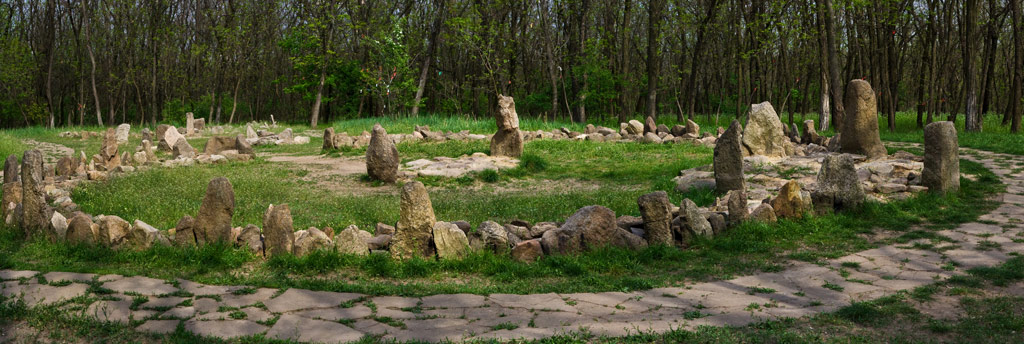
Sanctuaire Braharnya.
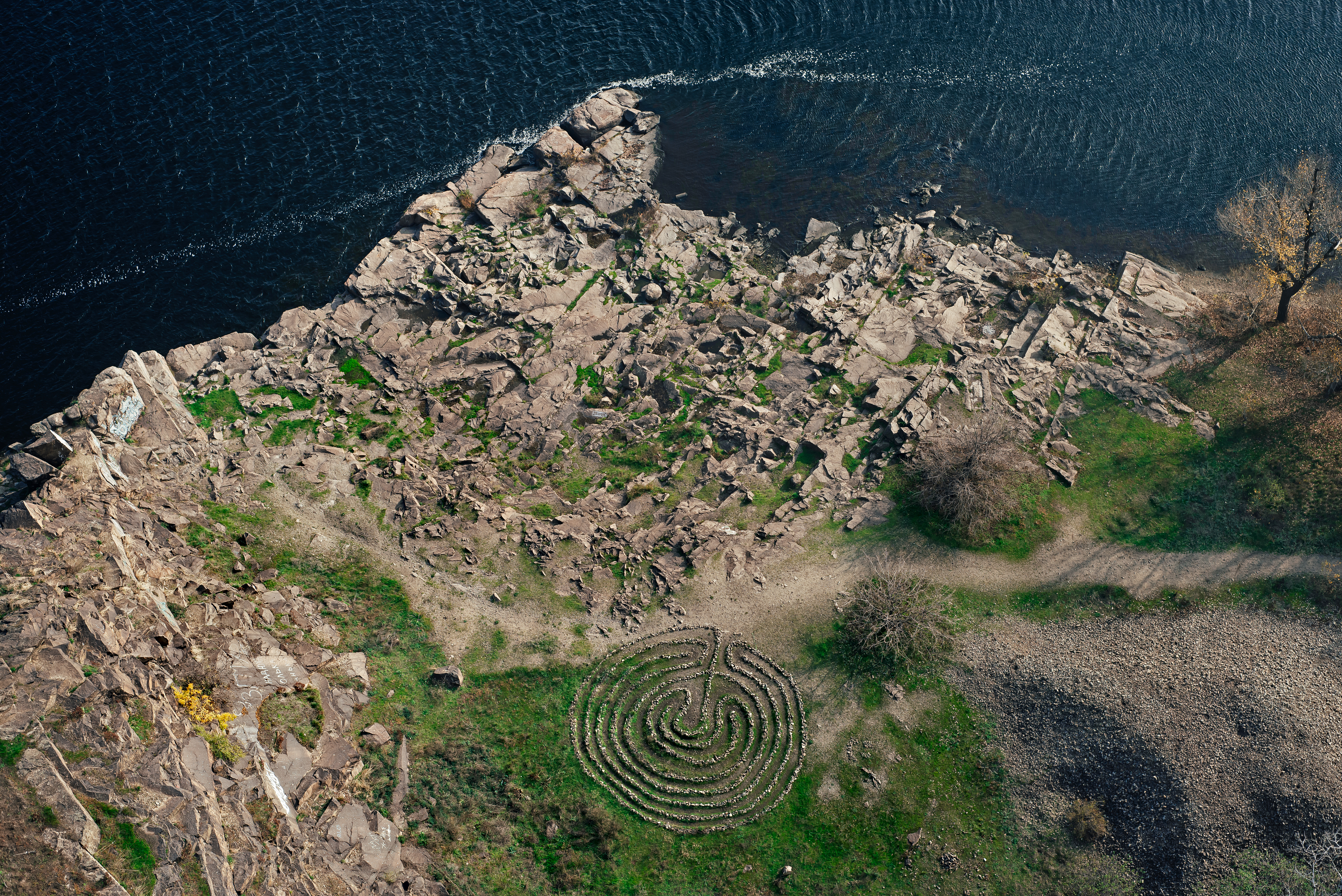
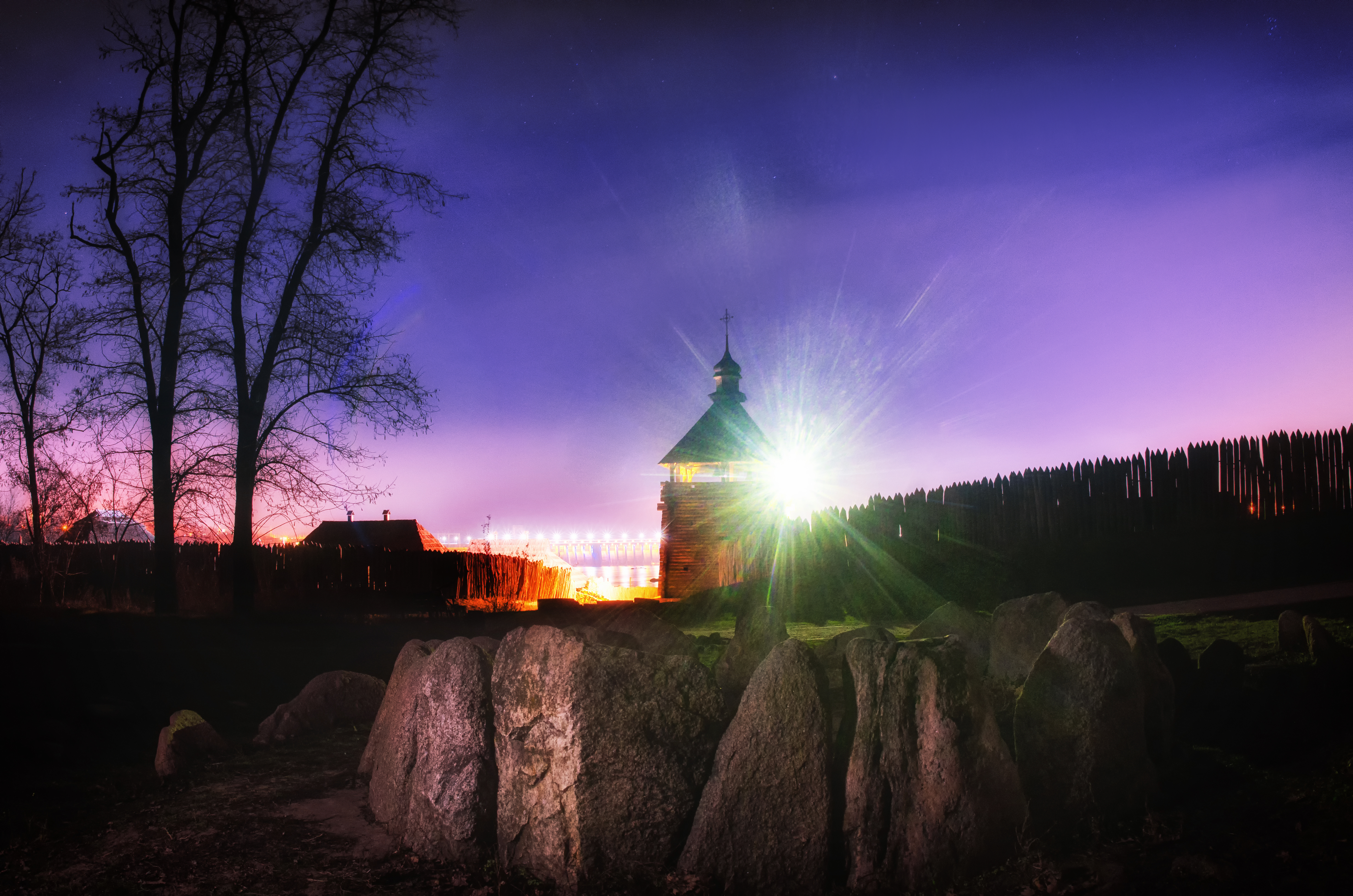
Avec un cercle de pierres au premier plan.

## Documentation
- (de) Jana Bürgers, « Mythos und Museum. Kosakenmythos und Nationsbildung in der postsowjetischen Ukraine am Beispiel des Kosakengeschichtsmuseums auf der Insel Chortycja. », dans Bianka Pietrow-Ennker (dir.), Kultur in der Geschichte Russlands, Göttingen : Vandenhoeck & Ruprecht, 2006.  (ISBN 3-525-36293-5)
- (de) Christian Ganzer, Sowjetisches Erbe und ukrainische Nation. Das Museum der Geschichte des Zaporoger Kosakentums auf der Insel Chortycja, Stuttgart : Ibidem-Verlag, 2005 (Soviet and Post-Soviet Politics and Society, vol. 19).  (ISBN 3-89821-504-0)